# Kanton Seuil-d'Argonne
Kanton Seuil-d'Argonne (fr. Canton de Seuil-d'Argonne) byl francouzský kanton v departementu Meuse v regionu Lotrinsko. Tvořilo ho 13 obcí. Zrušen byl po reformě kantonů 2014.

## Obce kantonu
- Autrécourt-sur-Aire
- Beaulieu-en-Argonne
- Beausite
- Brizeaux
- Èvres
- Foucaucourt-sur-Thabas
- Ippécourt
- Lavoye
- Nubécourt
- Pretz-en-Argonne
- Seuil-d'Argonne
- Les Trois-Domaines
- Waly